# Campionati mondiali di sci alpinismo 2010
I Campionati mondiali di sci alpinismo 2010 sono stati la 5ª edizione della competizione continentale di sci alpinismo. Si sono svolti dall'1 al 7 marzo 2010 a Canillo, ad Andorra. 

## Podi

### Maschili
| Evento         | Oro                                                                     | Argento                                                                    | Bronzo                                                                  |
| Individuale    | Florent Troillet                                                        | Kílian Jornet i Burgada                                                    | Didier Blanc                                                            |
| Vertical       | Kílian Jornet i Burgada                                                 | Dennis Brunod                                                              | Florent Perrier                                                         |
| Gara a squadre | Florent Perrier Didier Blanc                                            | Martin Anthamatten Florent Troillet                                        | Lorenzo Holzknecht Damiano Lenzi                                        |
| Staffetta      | Italia Dennis Brunod Denis Trento Manfred Reichegger Lorenzo Holzknecht | Svizzera Florent Troillet Martin Anthamatten Pierre Bruchez Yannick Ecoeur | Francia Grégory Gachet William Bon Mardion Florent Perrier Didier Blanc |
| Combinata      | Didier Blanc                                                            | Florent Perrier                                                            | Kílian Jornet Burgada                                                   |

### Femminili
| Evento         | Oro                                                         | Argento                                                        | Bronzo                                              |
| Individuale    | Laëtitia Roux                                               | Roberta Pedranzini                                             | Francesca Martinelli                                |
| Vertical       | Roberta Pedranzini                                          | Laetitia Roux                                                  | Francesca Martinelli                                |
| Gara a squadre | Roberta Pedranzini Francesca Martinelli                     | Marie Troillet Nathalie Etzensperger                           | Corinne Clos Silvia Rocca                           |
| Staffetta      | Italia Silvia Rocca Roberta Pedranzini Francesca Martinelli | Svizzera Nathalie Etzensperger Gabrielle Gachet Marie Troillet | Austria Lydia Prugger Michaela Eßl Veronika Swidrak |
| Combinata      | Roberta Pedranzini                                          | Francesca Martinelli                                           | Nathalie Etzensperger                               |

## Medagliere
| Posiz. | Nazione  | Oro | Argento | Bronzo | Totale |
| ------ | -------- | --- | ------- | ------ | ------ |
| 1      | Italia   | 5   | 3       | 4      | 12     |
| 2      | Francia  | 4   | 2       | 3      | 9      |
| 3      | Spagna   | 1   | 1       | 1      | 3      |
| 4      | Svizzera | 0   | 4       | 1      | 5      |
| 5      | Austria  | 0   | 0       | 1      | 1      |
| Totale | Totale   | 10  | 10      | 10     | 30     |